# Official Hige Dandism
Official Hige Dandism (Official髭男dism, Eigenschreibweise Official HIGE DANdism), in Japan auch Higedan (ヒゲダン), ist eine im Jahr 2012 gegründete Pop-Rock-Band aus der Präfektur Shimane.
Zur Diskografie der Band gehören drei Studioalben, zwei Live-Alben, acht EPs sowie 22 Singleveröffentlichungen. Mehrere Lieder der Gruppe wurden als Titelmusik für Anime-Produktionen genutzt.
Die Gruppe gewann im Laufe ihrer Karriere mehrere Musikpreise in Japan, darunter bei den Billboard Japan Music Awards, den CD Shop Awards, den Japan Gold Disc Awards, den JASRAC Awards und den MTV Video Music Awards Japan. Auch bei den Mnet Asian Music Awards und den MTV Europe Music Awards war die Band erfolgreich.
Den Schallplattenauszeichnungen zufolge hat die Band in Japan 4,8 Millionen Tonträger verkauft.

## Geschichte
Die Band Official Hige Dandism gründete sich im Sommer des Jahres 2012 in der Präfektur Shimane und besteht seither aus dem Frontsänger Satoshi Fujihara, dem Gitarristen Daisuke Ozasa, E-Bass und Saxophonist Makoto Narazaki sowie dem Schlagzeuger Masaki Matsuura. Zwei Jahre nach der Gründung nahm die Band am V-Air Amaban Grand Prix Tournament teil und gewann dort den Grand Prix, welcher mit einem Preisgeld von 50.000 Yen dotiert war.
Am 22. April 2015 erschien mit Love to Peace wa Kimi no Naka die erste EP der Gruppe beim Independentlabel Lastrum Records, welche eine Notierung in den heimischen Singlecharts von Oricon erreichen konnte. In den Jahren 2016 und 2017 erfolgten mit Man in the Mirror, What’s Going On?, Report und Lady die Veröffentlichungen vier weiterer EPs bei Lastrum, ehe die Musiker im April des Jahres 2018 ihr Debütalbum Escaparade veröffentlichten. Auch wenn die Gruppe zwischenzeitlich zum Label Pony Canyon gewechselt waren und am selben Tag ihre Majorsingle No Doubt über dieses herausbrachten, erschien ihr Debütalbum weiterhin bei Lastrum. Für das Musikvideo zu No Doubt wurden Official Hige Dandism bei den MTV Video Music Awards Japan mit dem Preis für den besten Newcomer bedacht. Das Jahr 2019 sah die Veröffentlichung der Singles Pretender und Shukumei, die beide als offizielle Vorboten des zweiten Albums, Traveler, welches im Oktober gleichen Jahres erschien, dienten. Das Album erreichte mit knapp 85.000 verkauften Tonträgern innerhalb der ersten Verkaufswoche Platz eins in den japanischen Albumcharts. Zwischenzeitlich wurde das Album für 750.000 verkaufter Exemplare von der Recording Industry Association of Japan mit Dreifachplatin ausgezeichnet. Während die Band bei den Billboard Japan Music Awards Nominierungen in vier Kategorien erhielt aber in keiner gewinnen konnte, nahmen Official Hige Dandism am Neujahrsabend erstmals am Kōhaku Uta Gassen teil, wo sie mit ihrem Lied Pretender antraten. Nebenbei waren die Musiker an der Produktion des Liedes Break It Down beteiligt, welches auf dem zweiten Studioalbum des Idols Airi Suzuki veröffentlicht wurde. Ihr Lied Pretender wurde im Jahr 2021 mit dem Silberpreis bei den JASRAC Awards ausgezeichnet.
Im Jahr 2020 folgte die Herausgabe mehrerer Singles, darunter I Love…, welches der Beitrag der Gruppe beim Kōhaku Uta Gassen 2020 war. Zwischen März und Juni tourte die Band durch neun Städte Japans und absolvierten im Rahmen ihrer Arenatournee 18 Konzerte. Auch wurde ihr zweites Album Traveler als reines Instrumentalalbum auf digitaler Ebene neu veröffentlicht. Der Erfolg führte dazu, dass die Gruppe als beste japanische Band bei den Mnet Asia Music Awards und den MTV Europe Music Awards ausgezeichnet wurde. Bei den Billboard Japan Music Awards war die Band abermals in fünf Kategorien vertreten und wurde als Künstler des Jahres ausgezeichnet. Das Album Traveler wurde bei den CD Shop Awards mit dem Hauptpreis in der roten Kategorie ausgezeichnet. Bei den Japan Gold Disc Awards gewann die Gruppe im Jahr 2020 drei Auszeichnungen. Im Folgejahr erhielt alleine ihr Lied I Love… vier Auszeichnungen bei den Gold Disc Awards.
Im Jahr 2021 veröffentlichten Official Hige Dandism ihre Single, Cry Baby, welches im Vorspann der ersten Staffel der Anime-Fernsehserie Tokyo Revengers zu hören ist, sowie ihr drittes Studioalbum unter dem Titel Editorial. Wie der Vorgänger, konnte auch Editorial Platz eins der heimischen Musikcharts erklimmen. Dabei verkaufte sich das Album mehr als 100.000 mal innerhalb der ersten Woche. Für Cry Baby wurde die Gruppe in zwei Kategorien bei den MTV Video Music Awards ausgezeichnet; einen dritten Preis gewann die Band bei der Verleihung für Editorial als bestes Album des Jahres. Editorial wurde zudem bei den CD Shop Awards als bestes Album ausgezeichnet. Im März des Jahres 2022 wurde angekündigt, dass die Band mit ihrem Lied Mixed Nuts den musikalischen Vorspann zur ersten Staffel der Anime-Serie Spy × Family beisteuern. Nach einer physischen Veröffentlichung erreichte das Lied Platz drei der heimischen Singlecharts. Es wurde bei den siebten Crunchyroll Anime Awards in der Kategorie Bester Vorspann nominiert, erhielt aber keine Auszeichnung. Mit dem Lied White Noise steuerte die Gruppe den Vorspann zur zweiten Staffel von Tokyo Revengers bei. Am 13. November 2023 teilte der japanische Fernsehsender die Teilnehmer des Kōhaku Uta Gassen 2023 mit, darunter auch Official Hige Dandism, die zum vierten Mal am Wettbewerb teilnehmen. Am 4. Dezember teilte die Gruppe mit, dass sie mit ihrem Lied Chessboard an der Musikveranstaltung teilnehme. Am 13. Dezember erschien mit Soulsoup eine weitere Single auf digitaler Ebene. Dieses ist die Titelmusik des Anime-Kinofilms Spy × Family Code: White.
Am 7. Mai 2024 kündigte die Gruppe die Veröffentlichung ihres vierten Studioalbums unter dem Titel Rejoice für den 24. Juli an. Zudem wurde ein Einzelkonzert für den 23. Juli sowie eine Arena-Tournee, die im September startet. Das Album stieg auf Platz zwei der japanischen Albumcharts ein.

## Diskografie

### Alben
| Jahr | Titel Musiklabel                     | Höchstplatzierung, Gesamtwochen, AuszeichnungChartsChartplatzierungen (Jahr, Titel, Musiklabel, Platzierungen, Wochen, Auszeichnungen, Anmerkungen) | Anmerkungen                                                                        |
| Jahr | Titel Musiklabel                     | JP | Anmerkungen                                                                        |
| ---- | ------------------------------------ | --- | ---------------------------------------------------------------------------------- |
| 2018 | Escaparade Lastrum                   | JP15 (224 Wo.)JP | Erstveröffentlichung: 11. April 2018                                               |
| 2019 | Traveler Pony Canyon                 | JP1 ×2Doppelplatin + Gold (Digital) · (234 Wo.)JP                                                                                                   | Erstveröffentlichung: 9. Oktober 2019 Instrumentalversion: 26. Juni 2020 (Digital) |
| 2021 | Editorial Pony Canyon, Irori Records | JP1 Platin · (130 Wo.)JP | Erstveröffentlichung: 18. August 2021                                              |
| 2024 | Rejoice Pony Canyon, Irori Records   | JP2 Gold · (29 Wo.)JP | Erstveröffentlichung: 24. Juli 2024                                                |

### EPs
| Jahr | Titel Musiklabel                      | Höchstplatzierung, Gesamtwochen, AuszeichnungChartsChartplatzierungen (Jahr, Titel, Musiklabel, Platzierungen, Wochen, Auszeichnungen, Anmerkungen) | Anmerkungen                            |
| Jahr | Titel Musiklabel                      | JP | Anmerkungen                            |
| ---- | ------------------------------------- | --- | -------------------------------------- |
| 2015 | Love to Peace wa Kimi no Naka Lastrum | JP160 (58 Wo.)JP | Erstveröffentlichung: 22. April 2015   |
| 2016 | Man in the Mirror Lastrum             | JP136 (56 Wo.)JP | Erstveröffentlichung: 15. Juni 2016    |
| 2016 | What’s Going On? Lastrum              | JP105 (49 Wo.)JP | Erstveröffentlichung: 2. November 2016 |
| 2017 | Report Lastrum                        | JP81 (56 Wo.)JP | Erstveröffentlichung: 19. April 2017   |
| 2017 | Lady Lastrum                          | — | Erstveröffentlichung: 13. Oktober 2017 |
| 2018 | Stand by You Pony Canyon              | JP17 (22 Wo.)JP | Erstveröffentlichung: 17. Oktober 2018 |
| 2020 | Hello Pony Canyon                     | JP2 Gold · (55 Wo.)JP | Erstveröffentlichung: 5. August 2020   |
| 2022 | Mixed Nuts Pony Canyon                | JP3 (53 Wo.)JP | Erstveröffentlichung: 22. Juni 2022    |

### Singles
| Jahr | Titel Album                                 | Höchstplatzierung, Gesamtwochen, AuszeichnungChartsChartplatzierungen (Jahr, Titel, Album, Platzierungen, Wochen, Auszeichnungen, Anmerkungen) | Anmerkungen                                                                                              | [↑]: gemeinsam behandelt mit vorhergehendem Eintrag; [←]: in beiden Charts platziert |
| Jahr | Titel Album                                 | JP | Anmerkungen                                                                                              |                                                                                      |
| --- | ------------------------------------------- | --- | --- | ------------------------------------------------------------------------------------ |
| als Leadmusiker |                                             | | |                                                                                      |
| |                                             | | |                                                                                      |
| 2015 | Koi no Saichu! –                            | — | Erstveröffentlichung: 2015 mit Marina Yamame                                                             |                                                                                      |
| 2015 | Bukiyō na Futari de –                       | — | Erstveröffentlichung: 2015 mit Marina Yamame                                                             |                                                                                      |
| 2016 | What’s Going On? –                          | JP aJP | Erstveröffentlichung: 2. November 2016                                                                   |                                                                                      |
| 2017 | Tell Me Baby Escaparade                     | — | Erstveröffentlichung: 21. Juli 2017                                                                      |                                                                                      |
| 2017 | Brother Escaparade                          | — | Erstveröffentlichung: 21. Juli 2017                                                                      |                                                                                      |
| 2017 | Lady Escaparade                             | JP aJP | Erstveröffentlichung: 13. Oktober 2017                                                                   |                                                                                      |
| 2018 | No Doubt Escaparade                         | JP51 ×3Platin (Digital) + Dreifachplatin (Streaming) · (3 Wo.)JP                                                                               | Erstveröffentlichung: 11. April 2018                                                                     |                                                                                      |
| 2018 | Bad for Me Traveler                         | JP— Gold (Streaming)JP | Erstveröffentlichung: 6. August 2018                                                                     |                                                                                      |
| 2018 | Stand by You Traveler                       | JP a ×2Gold (Digital) + Doppelplatin (Streaming)JP                                                                                             | Erstveröffentlichung: 17. Oktober 2018                                                                   |                                                                                      |
| 2019 | Pretender Traveler                          | JP9 Diamant (Digital) + Diamant (Streaming) · (75 Wo.)JP                                                                                       | Erstveröffentlichung: 15. Mai 2019 Titellied zum Film The Confidence Man JP                              |                                                                                      |
| 2019 | Shukumei (宿命) Traveler                    | JP15 ×2×3Doppelplatin (Digital) + Dreifachplatin (Streaming) · (17 Wo.)JP                                                                      | Erstveröffentlichung: 31. Juli 2019                                                                      |                                                                                      |
| 2020 | I Love… Editorial                           | JP5 Gold + Diamant (Digital) · (77 Wo.)JP | Erstveröffentlichung: 12. Februar 2020 · + JP: Diamant (Streaming)                                       |                                                                                      |
| 2020 | Parabola (パラボラ) Editorial               | JP— Gold (Digital) + Platin (Streaming)JP | Erstveröffentlichung: 10. April 2020                                                                     |                                                                                      |
| 2020 | Laughter Editorial                          | JP— ×2Gold (Digital) + Doppelplatin (Streaming)JP                                                                                              | Erstveröffentlichung: 10. Juli 2020                                                                      |                                                                                      |
| 2020 | Hello Editorial                             | JP a Gold (Digital) + Platin (Streaming)JP | Erstveröffentlichung: 5. August 2020                                                                     |                                                                                      |
| 2021 | Universe Editorial                          | JP3 Platin (Streaming) · (69 Wo.)JP | Erstveröffentlichung: 24. Februar 2021                                                                   |                                                                                      |
| 2021 | Cry Baby Editorial                          | JP— ×3Dreifachplatin (Streaming)JP | Erstveröffentlichung: 7. Mai 2021 Vorspann zu Tokyo Revengers (1. Staffel)                               |                                                                                      |
| 2022 | Anarchy Mixed Nuts EP                       | JP— Gold (Streaming)JP | Erstveröffentlichung: 7. Januar 2022                                                                     |                                                                                      |
| 2022 | Mixed Nuts Mixed Nuts EP / Rejoice          | JP a Platin (Digital) + Diamant (Streaming)JP                                                                                                  | Erstveröffentlichung: 15. April 2022 (Digital), 22. Juni 2022 (CD) Vorspann zu Spy × Family (1. Staffel) |                                                                                      |
| 2022 | Subtitle Rejoice                            | JP— Platin (Digital) + Diamant (Streaming)JP                                                                                                   | Erstveröffentlichung: 12. Oktober 2022                                                                   |                                                                                      |
| 2023 | White Noise Rejoice                         | JP— Gold (Digital) + Platin (Streaming)JP | Erstveröffentlichung: 11. Januar 2023 Vorspann zu Tokyo Revengers (2. Staffel)                           |                                                                                      |
| 2023 | Tattoo Rejoice                              | JP— Platin (Streaming)JP | Erstveröffentlichung: 21. April 2023                                                                     |                                                                                      |
| 2023 | Chessboard Rejoice                          | JP6 (27 Wo.)JP | Erstveröffentlichung: 9. August 2023 (Digital), 13. September 2023 (CD)                                  |                                                                                      |
| 2023 | Nichijō Rejoice[JP: ↑]                      | JP6 (27 Wo.)JP | Erstveröffentlichung: 13. September 2023                                                                 |                                                                                      |
| 2023 | Soulsoup Rejoice                            | JP— Gold (Streaming)JP | Erstveröffentlichung: 13. Dezember 2023                                                                  |                                                                                      |
| 2024 | Sharon Rejoice                              | — | Erstveröffentlichung: 3. Juli 2024                                                                       |                                                                                      |
| als Gastmusiker |                                             | | |                                                                                      |
| |                                             | | |                                                                                      |
| 2022 | Gravity Luxury Disease (Japanische Version) | — | Erstveröffentlichung: 9. September 2022 One Ok Rock feat. Satoshi Fujihara                               |                                                                                      |
| Folgende Lieder erschienen nicht als Single, wurden aber durch das Album zum Download und Streaming bereitgestellt und konnten somit eine Platzierung erlangen: |                                             | | |                                                                                      |
| |                                             | | |                                                                                      |
| 2019 | Yesterday Traveler                          | JP— ×3Platin (Digital) + Dreifachplatin (Streaming)JP                                                                                          | Titellied zum Anime-Film Hello World                                                                     |                                                                                      |

## Auszeichnungen für Musikverkäufe
| Silberne Schallplatte - Japan - 2020: für das Lied Amazing (Streaming) Goldene Schallplatte - Japan - 2023: für das Lied Fire Ground (Streaming) - 2025: für das Lied Same blue (Streaming) - 2025: für das Lied Everyday (Streaming) | Platin-Schallplatte - Japan - 2024: für das Lied Apoptosis (アポトーシス) (Streaming) - 2025: für das Lied Vintage (ビンテージ) (Streaming) |

Anmerkung: Auszeichnungen in Ländern aus den Charttabellen bzw. Chartboxen sind in ebendiesen zu finden.
| Land/RegionAuszeichnungen für Musikverkäufe (Land/Region, Auszeichnungen, Verkäufe, Quellen) | Silber  | Gold       | Platin       | Diamant     | Verkäufe  | Quellen            |
| -------------------------------------------------------------------------------------------- | ------- | ---------- | ------------ | ----------- | --------- | ------------------ |
| Japan (RIAJ)                                                                                 | Silber1 | 15× Gold15 | 32× Platin32 | 6× Diamant6 | 5.150.000 | riaj.or.jp JP2 JP3 |
| Insgesamt                                                                                    | Silber1 | 15× Gold15 | 32× Platin32 | 6× Diamant6 |           |                    |